# Snorri Sturluson
Snorre eller Snorre Sturlason eller Snorri Sturluson (også kendt som Snorre Sturluson og Snorra Sturlusyni) (født 1179, død 23. september 1241) var en islandsk høvding, forfatter og skjald. Han havde stor politisk indflydelse i sin samtid som medlem af Altinget, men er i dag mest kendt som forfatter til Snorres Edda og et antal andre værker.

## Opvækst og familie
Snorre blev født på Hvammur i Dalir på Island som søn af Sturla Tordsson den ældre og Gudny Bodvarsdatter, men blev opfostret og oplært hos sin fosterfar Jón Loftsson (1124–1197) – landets mest fremstående høvding, der omtales som Islands klogeste mand. Han kom fra en mægtig familie, der nedstammede fra Halvdan Svarte, og boede på gården Oddi, som var et litterært og kulturelt centrum på Island. Dér lærte Snorre at læse og skrive, fik oplæring i latin, teologi, geografi og islandske love. I 1206 flyttede han til Reykholt, hvor han boede resten af sit liv. Snorre havde to ældre brødre, Tord (Þórðr) og Sigvat (Sigvatr).
Snorre var en periode i konflikt med sin bror Tord. Tords søn, Sturla Tordsson den yngre (1214-84), tilbragte sin tidlige barndom hos sin farmor, Gudny Bodvarsdatter, på Hvammur. Da hendes søn Snorri rejste til Norge 1218, flyttede Gudny til Reykholt for at bestyre gården, og Sturla fulgte med. Sandsynligvis blev han værende på Reykholt hos Snorri efter Gudnys død i 1221. Hun havde bestemt, at Sturla skulle arve hende; men Snorri underslog brorsønnens arv, hvad der førte til konflikt mellem ham og broren Tord, Sturlas far. Brødrene indgik dog forlig i 1235, og Snorri blev en vigtig støtte for Sturla, som er den navngivne, norrøne forfatter, der findes mest stof bevaret efter. Håkon Håkonssons saga kendes i flere versioner. Sturla er også den sidste hirdskjald, der kendes gennem overleverede strofer.

## Snorri i Island
Snorri var høvding og en af Islands mægtigste på sin tid. Fra 1215 til 1218 og fra 1222 til 1231 var han lovsigemand i Altinget dvs. lovkyndig, som kunne lovene udenad. Det var det eneste officielle, betalte embede i Island. Han boede i Island, bortset fra årene 1218–1220 og 1237–1239, hvor han opholdt sig i Norge.
Gennem sit ægteskab med Hallveig Ormsdatter, enke efter Bjørn Thorvaldsson, blev Snorre en af Islands rigeste mænd. Efter hendes død 25. juli 1241 blev han straks opsøgt af hendes og Bjørns to sønner, Klang og Orm, og der opstod snart uenighed om fordeling af løsøret efter Hallveig. Parterne kom dog til enighed, og det ser ud til, at Snorre beholdt boets bøger og betalte stedsønnerne en godtgørelse for dem.
Som høvding brugte Snorre systematisk sine tre døtre Hallbera, Tordis og Ingebjørg til at bygge sin magt op. Uden dem er det svært at se, at han kunne være blevet så mægtig.
Hallbera blev gift med Arne Magnusson (Árni óreiða) i 1218. Seks år senere blev Tordis gift med Torvald Vatnsfjording, og Ingebjørg med Gissur Thorvaldsson, den svigersøn, der adlød kong Håkon Håkonssons ordre om at få Snorre dræbt. Hallbera blev samme år skilt fra Arne, men bortgiftet på ny i vinteren 1227/28, denne gang til høvdingen Kolbein den Unge, og i sådan et hastværk, at efter brylluppet, der foregik på Snorres gård, tog svigersønnen hjem til sin gård uden at få sin kone med. Snorre måtte selv få hende sendt efter.
En vigtig grund til Snorres tab af position i Island omkring 1230 var netop, at døtrenes ægteskaber holdt op med at fungere til hans fordel, som pant på hans venskaber med andre høvdinge. Hallbera døde i 1231, og samme år blev Ingebjørg skilt. Tordis, der var blevet enke i 1228, nægtede at bøje sig for sin fars krav om at lade sig gifte igen.

## Snorre i Norge
Snorre var i Norge to gange. Første gang var i 1218–1220. Da var kong Inge (1185–1217) død, og hans halvbror Skule jarl (1188–1240) regnede med at overtage titlen. Imidlertid havde birkebeinerne i 1217 valgt Håkon 4. Håkonsson ("Håkon den gamle") som konge, bare tretten år gammel. I 1219 blev han trolovet med Skule jarls datter Margrete for at sikre Skules loyalitet mod den unge konge.
Senere kom det alligevel til kamp mellem Skule og hans svigersøn kong Håkon om, hvem der skulle være konge. Snorre støttede Skule og gik også i al hemmelighed ind i hans hird som lensmand.
Han besøgte Norge for anden gang i 1237–1239. Dette var delvis for at undgå at opholde sig på Island i Sturlungatiden. Ca. 1230 var Snorres position i hjemlandet stærkt reduceret. I 1232 havde han forberedt en sag mod Kolbein den Unge, enkemand efter Snorris datter Hallbera, om arven efter Hallbera. Det endte med et forlig mellem parterne, hvori indgik en aftale om, at Kolbeins søster skulle giftes med Snorres søn Órækja. Efter forliget fortalte Sturla Tordson, at hans far, Snorres bror høvdingen Tord, havde udtalt: "Jeg har mistanke om, at min bror Snorre har foretaget et vennebytte, og solgt sit venskab med Sigvat (Snorres og Tords bror) og Sturla (Sigvats søn), men accepteret Kolbeins venskab." Allerede i 1234 kom det til et sammenstød mellem Snorre og Kolbein. Året efter kom det til åben konflikt mellem Snorre og hans bror Sigvat og brorsønnen Sturla. Sturla var lige ankommet til Island som udsending for kong Håkon, i det ærinde at få Island underlagt Norge. Sturla fornyede sit venskab med farbroren Sigvat, men ikke med sin anden farbror, Snorri, som han tværtimod tvang til at flygte til Norge i 1237.
I Norge opsøgte Snorre sin ven Skule jarl, men siden sidst var Håkon formelt blevet valgt til konge på rigsmødet i Bergen i 1223. Skule planlagde et oprør mod kong Håkon, og da Snorre støttede Skule, blev han stemplet som forræder og forlod Norge i 1239, på trods af kongens forbud. Snorri havde sandsynligvis fået titel af jarl, og ser ud til at have sat alt ind på, at Skule ville blive den vindende part i striden. Det eneste, der nu kunne redde Snorre, var et magtskifte i Norge; men Skules oprør slog fejl, og han blev dræbt i 1240. Kong Håkon beordrede Snorres fjende og tidligere svigersøn Gissur Thorvaldsson til at dræbe Snorre. Gissur førte en flok mænd og lod Snorre dræbe 23. september 1241 hjemme på gården Reykholt — den faktiske banemand hed Árni beiskr (Arne den bitre — hvorfor han var bitter, ved vi ikke), men Árni blev dræbt senere under Flugumýrarbrenna i 1253, branden på Flugumýri, hvor Gissur Thorvaldssons kone og tre sønner indebrændte.

## Drabet på Snorre
Snorre ejede mange gårde omkring på Island, og et par uger før sin død modtog han sin brorsøn Sturla Tordsson og hans følge på gården Sauðafell og beværtede ham. Brorsønnen bemærkede Snorres gode humør, da han ellers havde sørget dybt over tabet af sin kone Hallveig samme sommer. Han må også have vidst, at hans gamle rivaler havde fundet hinanden i vrede over hans notoriske grådighed og flotte vaner. Mens de sad over øllet, trak Snorre et brev frem, han nylig havde modtaget, men som det ikke var lykkedes ham at læse. Det var skrevet med stavkarl- eller tiggerskrift, en type kode, som iblandt blev benyttet til hemmelige beskeder. Nu sendte han brevet rundt, men ingen lykkedes i at læse det, selv om de var enige om, at det nok var skrevet som en advarsel eller trussel.
Næste dag tog Snorre afsked med sin brorsøn, der aldrig så ham igen. Hjemme på Reykholt havde han kun nogle tjenere og et par præster. Som ellers sov han i et kammer på første sal i et stort hus midt på gårdspladsen, og satte ingen til at bevogte murene om natten eller spærre portene. Om aftenen søndag 23. september red en flok på 400 mænd ind i dalen længere mod nord og spærrede vejen af. Skjult af mørket gik de uhindret ind gennem de åbne porte. Mange af dem kendte bygningerne godt, da de havde været der som Snorres gæster; men døren til huset, hvor han sov, fandt de låst. Han må være vågnet, da de slog døren ind, og sneg sig uset ind i et af de små huse væg i væg. Derinde stødte han ind i den ene af præsterne, der tjente ham i gårdens kirke. Herfra gik en trappe ned i en gang under muren, ud i friheden. Den var bygget, så han kunne gå tørskoet ud til det varme bad. Men sandsynligvis havde Snorre kun nattøj på, og ville ikke klare sig i en islandsk septembernat. I stedet klemte han sig ind i en krybekælder, der anvendtes som lagerrum. Dér sad han, da indtrængerne fandt præsten, som forsikrede, at han ikke havde set Snorre noget sted. Han blev ikke troet og prøvede at forhandle. Han ville kun fortælle, hvor Snorre havde gemt sig, hvis de ville aflægge ed på at spare Snorres liv. Men indtrængerne fandt nedgangen til kælderen, og fem mænd gik ned i mørket. Da den første gik mod Snorre med draget sværd, sagde Snorre: "Du skal ikke hugge!" - sådan formulerede islandske præster det femte bud, "du skal ikke slå ihjel". "Hug ham!" sagde den ene mand. "Du skal ikke hugge!" gentog Snorre. Men manden huggede og gav ham banesår. En mand til huggede, og Snorre blødte ihjel i kælderen.

## Digtning
Hans mest kendte værker er Heimskringla og Snorres Edda. Egils saga om Egil Skallagrimson antages at være skrevet af Snorre. Handlingen foregår i perioden 850–1000, for det meste i Norge og Island.
Heimskringla (ca. 1220–1235) er en samling af kongesagaer, en historiebog om Norges konger fra Halvdan Svarte (850), Olav Tryggvason og til kong Sverre (1177). Heimskringla har sit navn efter åbningsordene i værket, "Kringla Heimsins" – "den runde jordskive". Heimskringla bidrog til dannelsen af en norsk nationalfølelse.
Snorres Edda (ca. 1220–1230) er en lærebog eller håndbog i digtekunst. Den Ældre Edda handler om de norrøne guder, som Odin og Thor, og myter om dem. Bogen begynder med en prolog om verdens skabelse og den hedenske religions ophav, og om de gamle guder, aser og vaner.
Snorre var også skjald; men det eneste, som er bevaret af Snorres digte, er Háttatal, et hyldestdigt til Håkon Håkonsson og Skule jarl. Med sine 102 strofer og tilhørende metriske kommentar er det en katalog over lige så mange metriske variationer. Det er ordkunst med et stereotypt indhold.

## Statue
Som Norges gave til Island fik Gustav Vigeland rejse en statue af Snorre på Reykholt 1947, afduget af kronprins Olav. Bergen og Trondheim kivedes om, hvem der skulle få kopien i 1948. Bergen gik af med sejren, da byen var hovedstad på Snorres tid, og derfor det sted, hvor han havde sine kontakter.
I Oslo blev der i 1941 rejst en bautasten over Snorre på "Nissebjerget" i slotsparken. Mindesmærket blev opfattet som nazistisk og fjernet efter krigen.